# Ocularia cineracea
Ocularia cineracea là một loài bọ cánh cứng trong họ Cerambycidae.